# Rhizostoma octopus
Rhizostoma octopus (Gmelin, 1791) è una scifomedusa della famiglia delle Rhizostomatidae.

## Distribuzione e habitat
È diffusa nel mare del Nord e nel nord-est dell'oceano Atlantico. È comunemente osservata in autunno lungo le coste del Belgio.

## Descrizione
Può superare i 40 cm di diametro. Il dimorfismo sessuale è visibile nelle gonadi, di colore blu nei maschi e marrone nelle femmine.